# 노토섬

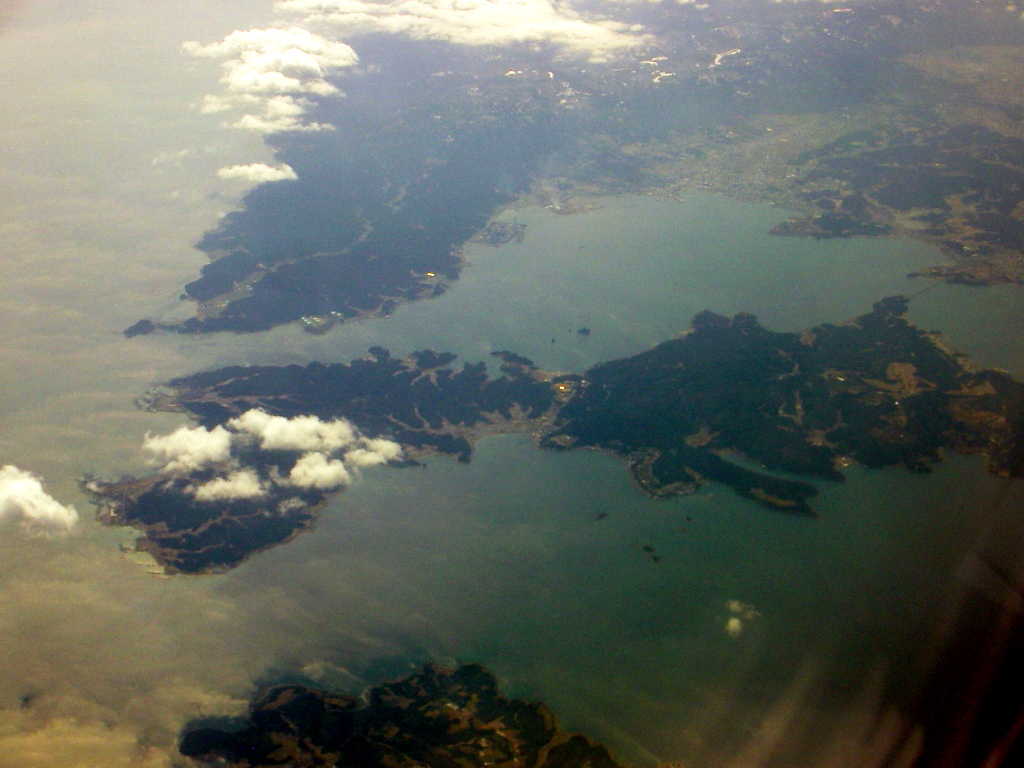

노토섬(能登島)은 일본 혼슈 이시카와현 나나오시에 위치해 있는 섬이다.
이 섬의 면적은 46.64km2이다. 이 섬은 이시카와현 나나오시에 위치해 있다. 이 섬은 해안선을 따라 21개의 마을이 있다. 노토섬 임해공원수족관과 자연생태관, 유리미술관과 같은 관광명소가 많다.